# Joseph V. (chaldäisch-katholischer Patriarch)
Augustinus Hindī, genannt Mar Joseph V. († 3. April 1827 in Diyarbakır), war ein Administrator des chaldäisch-katholischen Patriarchats in Diyarbakir (Administrator Patriarchatus Diarbekirensis).

## Leben
Augustinus Hindi, leiblicher Neffe von Patriarch Joseph IV. Hindi, wurde 1802 als Presbyter (Priester) zum Administrator des chaldäisch-katholischen „Patriarchats von Diyarbakir“ ernannt, 1804 in Mardin zum Bischof von Diyarbakir geweiht und vom römischen Papst als solcher anerkannt. Wegen der laufenden Bemühungen um die Festigung der Union des Patriarchats von Babylon (Sitz in Alqosh in der Ebene von Mosul) verweigerte der Vatikan Augustinus Hindī lebenslang den Titel eines Patriarchen. 
Wegen der zeitweisen Suspendierung des damaligen chaldäisch-katholischen Erzbischofs von Mosul und Patriarchal-Administrators „von Babylon“, des in katholischen Kreisen umstrittenen Mar Yohannan VIII. Hormizd, amtierte Augustin Hindi ab Ende 1811 zusätzlich und vorübergehend auch als Apostolischer Delegat für das mit Diyarbakır konkurrierende chaldäisch-katholische „Patriarchat von Babylon“. Die Verleihung 1818 des Palliums an Hindi als Erzbischof von Diyarbakır deutete dieser als römische Anerkennung seiner Patriarchenwürde und nannte sich seither stets „Patriarch Joseph V.“ Im Jahr 1823 von Rom mit der Erlaubnis zu Bischofsweihen für vakante Sitze ausgestattet, ordinierte Augustin Hindi 1824–1826 Bischöfe für Tel Keppe, Mardin, Siirt und, in der Person des Joseph Audo, ohne Billigung Roms, sogar für Mosul, die Diözese seines Rivalen Mar Yohannan Hormizd. 
Schon 1821 erkannte Rom an, dass das katholische „Patriarchat von Diyarbakir“ historisch und kirchenrechtlich nur einen Teil des traditionell einen ostsyrischen Patriarchats (modern Patriarchat von Babylon, seit 2022 Patriarchat von Bagdad genannt) bildet, wenn auch auf Zeit der Jurisdiktion dieses Patriarchats entzogen. Unter diesen Umständen war mit der offiziellen Verleihung des Patriarchentitels an Augustin Hindi nicht mehr zu rechnen. 1827 starb Mar Joseph V. Nach seinem Tod wurde durch Rom 1830 das chaldäisch-katholische Sonderpatriarchat von Diyarbakir dem Patriarchat von Babylon wieder voll eingegliedert und Mar Yohannan VIII. Hormizd der Titel des Patriarchen zuerkannt.